# Référence (programmation)
Pour les articles homonymes, voir Référence.
 (mai 2014).
Sa qualité peut être largement améliorée en utilisant un vocabulaire plus directement compréhensible.
En programmation, une référence est une valeur qui est un moyen d'accéder en lecture et/ou écriture à une donnée située soit en mémoire principale soit ailleurs. Une référence n'est pas la donnée elle-même mais seulement une information sur sa localisation. Beaucoup de langages de programmation permettent l'utilisation de références, que ce soit de façon explicite ou implicite.

## Utilisation

### Dans un langage typé
Quand le langage de programmation dispose d'un système de typage, le type des références est construit à partir du type des objets référencés. Par exemple si le type d'un objet est A, le type de la référence à l'objet sera REF A, mais cela peut dépendre du langage.

### Dans un langage non typé
Le type de référence le moins élaboré, mais aussi le moins encadré, est le pointeur. Il s'agit simplement d'une adresse mémoire qui ne donne aucune indication sur ce qu'il référence.

### Aliasing
Les références sont souvent vues comme des noms identifiant des données. Plusieurs noms peuvent référencer la même donnée (aliasing), ce qui peut provoquer des effets de bord indésirés. L'effet le plus classique consiste à libérer l'objet par l'une de ses références sans invalider les autres références, ce qui entraîne une erreur de segmentation, lors de l'utilisation des autres références non libérées et non invalidées.

## Exemple
En C++, les références sont déclarées par le type de la variable suivi du suffixe &. Une référence est utilisée comme une variable classique, sauf que ses données sont contenues dans la variable qu'elle désigne. Elle est donc plus simple à utiliser que les pointeurs.
```
// reçoit une référence sur un entier(int) qui est incrémenté de 1

void
 
incrementer_ref
(
int
&
 
ref
)
 
{

    
ref
++
;

}

// reçoit un pointeur sur un entier(int) et incrémente sa valeur pointée de 1

void
 
incrementer_ptr
(
int
*
 
ptr
)
 
{

    
(
*
ptr
)
++
;

}

int
 
main
()
 
{

    
// version avec une référence

    
int
 
a
 
=
 
5
;

    
incrementer_ref
(
a
);
 
// a vaut 6

    
// version avec un pointeur

    
int
 
b
 
=
 
5
;

    
incrementer_ptr
(
&
b
);
 
// b vaut 6

}

```

## Libération et allocation
Les références peuvent être supprimées et l'objet non référencé devient inaccessible s'il n'y a pas d'autre accès à cet objet. Tout en étant inaccessible, la place que l'objet occupe peut toujours être réservée. Il faut donc un ramasse-miettes pour récupérer la place libérée par cet objet inaccessible et permettre de la ré-allouer. S'il n'y a pas de ramasse-miettes ou si celui-ci n'est pas exact (parce que le langage n'est pas typé), il peut y avoir une fuite de mémoire.